# アーリー駅
アーリー駅（アーリーえき、タイ語:สถานีอารีย์、英語 : Ari）は、タイ王国、バンコク都パヤータイ区にあるバンコク・スカイトレイン(BTS)の駅。パホンヨーティン通り沿いにある。駅番号は「N5」。

## 概要
相対式ホーム2面2線を有する高架駅である。

### 駅階層

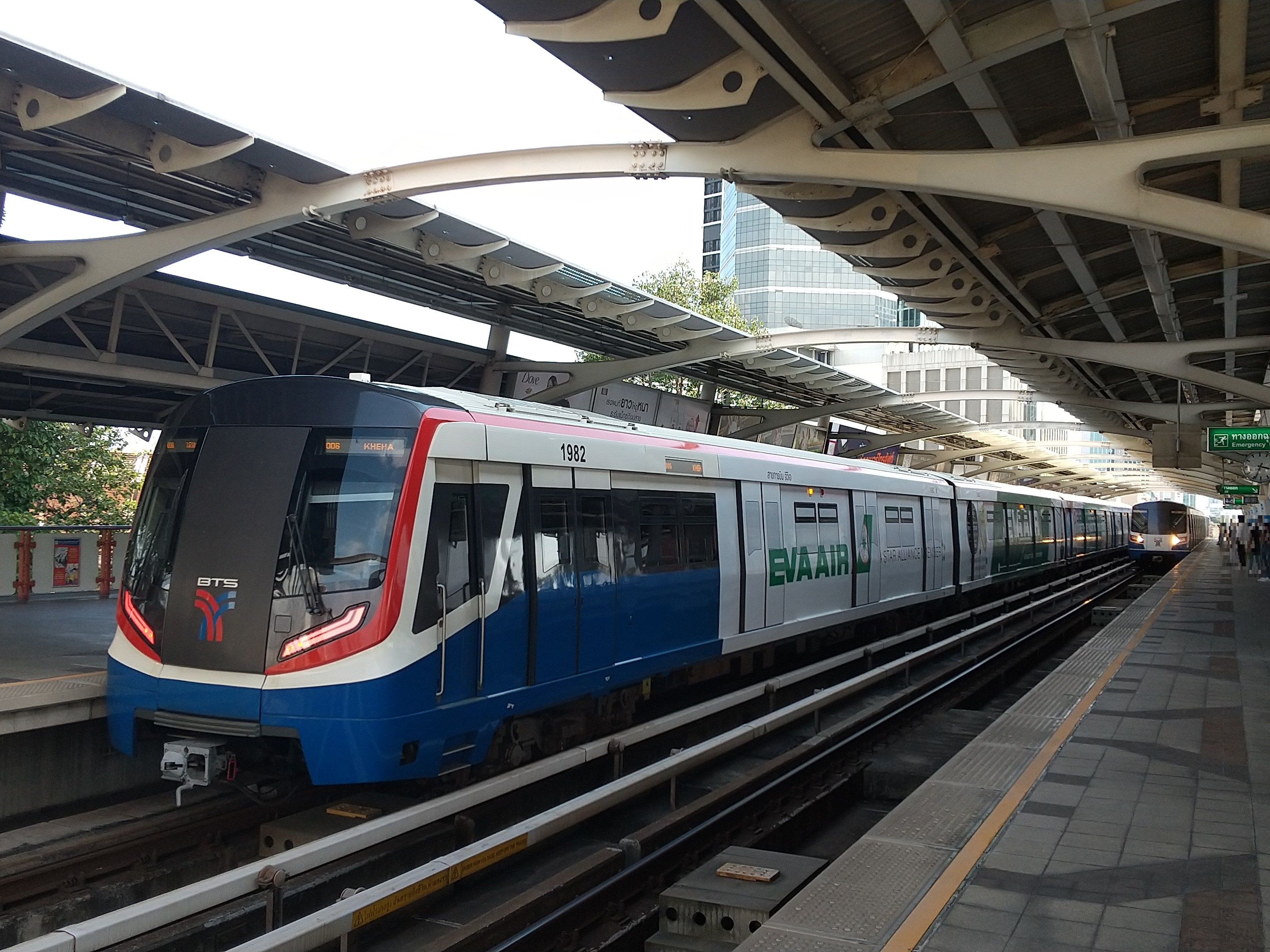
ホーム

| 3階                          |                                                    |                        |
| 相対式ホーム                 |                                                    |                        |
| 1番線・上り■スクムウィット線 | サナームパオ・サイアム・オンヌット・ベーリング方面 |                        |
| 2番線・下り■スクムウィット線 | サパーンクワーイ・モーチット方面                   |                        |
| 相対式ホーム                 |                                                    |                        |
| 2階                          | コンコース                                         | 自動券売機、自動改札口 |
| 1階                          | 出入口                                             | パホンヨーティン通り   |

## 駅周辺
- アーリー市場

## 予定駅について
当駅とサパーンクワーイ駅の間には セーナールアム駅（駅番号：N6）が建設される計画があるが、現在に至ってその詳細は全く不明である。